# Temporada 1979-1980 del RCD Espanyol
Dades de la Temporada 1979-1980 del RCD Espanyol.

## Fets Destacats
- 21 d'agost de 1979: Trofeu Taronja: València CF 2 - Espanyol 1[5]
- 22 d'agost de 1979: Trofeu Taronja: Borussia Mönchengladbach 3 - Espanyol 2[6]
- 27 d'agost de 1979: Torneig Ciutat de Barcelona: Espanyol 2 - Cruz Azul 1[7]
- 29 d'agost de 1979: Torneig Ciutat de Barcelona: Espanyol 0 - València CF 0[8]
- 8 de setembre de 1979: Lliga: Espanyol 5 - AD Almería 2[9]
- 2 de desembre de 1979: Lliga: València CF 5 - Espanyol 1[10]
- 8 de desembre de 1979: Copa: Espanyol 6 - CD Masnou 0[11]
- 13 de gener de 1980: Lliga: Espanyol 2 - FC Barcelona 0[12]
- 25 de maig de 1980: Torneig Hexagonal del Japó: Fujita Kogyo 0 - Espanyol 2[13]
- 27 de maig de 1980: Torneig Hexagonal del Japó: Selecció de la Xina 0 - Espanyol 2[14]
- 1 de juny de 1980: Torneig Hexagonal del Japó: Selecció del Japó 0 - Espanyol 0[15]
- 3 de juny de 1980: Torneig Hexagonal del Japó: Middlesbrough FC 1 - Espanyol 1[16]
- 6 de juny de 1980: Torneig de Manila: Lioaning FC 1 - Espanyol 3[17]
- 8 de juny de 1980: Torneig de Manila: Lioaning FC 1 - Espanyol 4[18]

## Resultats i Classificació
- Lliga d'Espanya: Catorzena posició amb 30 punts (34 partits, 9 victòries, 12 empats, 13 derrotes, 28 gols a favor i 37 en contra).
- Copa d'Espanya: Eliminà el CE Malgrat a la ronda prèvia, el CD Masnou a trenta-dosens de final, l'Atlètic Ciutadella a setzens de final però fou eliminat pel Rayo Vallecano a vuitens de final.

## Plantilla
| P   | Jugador                     | Lliga | Lliga | Copa d'Espanya | Copa d'Espanya |
| P   | Jugador                     | PJ    | G     | PJ             | G              |
| --- | --------------------------- | ----- | ----- | -------------- | -------------- |
| POR | Francisco J. Urruticoechea  | 34    | -37   | 4              | -3             |
| POR | Miquel Duran                | -     | -     | 4              | -2             |
| POR | José Manuel Sempere         | -     | -     | -              | -              |
| POR | José Manuel Nieves          | -     | -     | -              | -              |
| DEF | Secundino Ayfuch            | 31    | 1     | 4              | -              |
| DEF | Ángel Lanchas               | 31    | -     | 2              | -              |
| DEF | Juan Verdugo                | 30    | -     | 4              | -              |
| DEF | Antoni Arabí                | 24    | 3     | 6              | -              |
| DEF | Juan Huertas                | 12    | -     | 6              | -              |
| DEF | Manuel Verdiell             | -     | -     | 6              | -              |
| MIG | Fernando Molinos            | 33    | -     | 6              | -              |
| MIG | Manuel Padilla              | 33    | -     | 3              | -              |
| MIG | Manuel Zúñiga               | 21    | 1     | -              | -              |
| MIG | Raúl Longhi                 | 19    | -     | 5              | 4              |
| MIG | Manuel Fernández Amado      | 17    | 1     | 3              | -              |
| MIG | Alfredo Amarillo            | 17    | 1     | 1              | -              |
| MIG | Higinio Vilches             | 4     | -     | -              | -              |
| MIG | Urbano Ortega               | 2     | -     | -              | -              |
| MIG | Jesús Luis Azpilicueta      | 1     | -     | 5              | 2              |
| DAV | Rafael Marañón              | 29    | 17    | 3              | 2              |
| DAV | Francisco Fortes            | 29    | -     | 3              | -              |
| DAV | Williams Silvio Modesto Bio | 14    | 2     | 4              | 1              |
| DAV | Francisco Javier Díez       | 12    | -     | 7              | 2              |
| DAV | Francisco Flores Lajusticia | 11    | -     | 5              | 2              |
| DAV | Manolín Cuesta              | 10    | -     | 5              | 3              |
| DAV | Ángel González              | 8     | -     | 6              | 2              |
| DAV | Víctor Morel                | 5     | 1     | -              | -              |
| DAV | Ricardo Muruzábal           | 2     | -     | 3              | -              |
| DAV | Jordi Mas                   | -     | -     | -              | -              |